# Sergio Poma
Sergio Poma (1944-2008) fue un periodista, locutor, investigador y escritor argentino, de la provincia de Salta. Inició su carrera en periodismo en 1983, cuando condujo el programa televisivo De Persona a Persona por Canal 11, y por el cual recibió en 1989 el premio Santa Clara de Asís. 

## Trayectoria
En busca de un mayor compromiso crea De Política y Políticos, por el mismo canal, cuyas autoridades cinco años más tarde levantarían del aire, por presiones del gobierno del capitán de navío (r) Roberto Augusto Ulloa.
Paralelamente dirige por radio Sin Censura, irónicamente censurado durante el gobierno de Hernán Cornejo.
Funda entonces la primera agencia de noticias local: DDN (Despacho de Noticias).
Así llega con el ciclo Ud. Opina con el cual pasó por innumerables radios, que sistemáticamente lo sacaban del aire porque dejaban de recibir publicidad oficial.
Con la creencia de que un medio masivo podía ser verdaderamente independiente erige en 1997 FM Noticias, emisora que sufrió distintos atentados y amenazas en sus primeros años por sus investigaciones, críticas y responsabilidad con la verdad.

## Acosos
A partir del 2002, y hasta el último año de su vida Poma es acosado judicialmente por el exgobernador Juan Carlos Romero y sus colaboradores, siendo sentenciado en la justicia salteña, no así por la Corte Suprema de Justicia. La última sentencia, a cargo del juez Héctor “Corbata” Martínez, le prohibía ejercer el periodismo durante un año, medida que fue repudiada por entidades nacionales e internacionales como APES, SIP (Sociedad Interamericana de Prensa), ADEPA, FOPEA, Reporteros sin Fronteras, CPJ, entre otras. A pesar de la condena y la posible pena de prisión efectiva, Poma aseguró: "Prefiero ir preso a decir que Romero es decente".
El 1 de enero de 2008, murió en la ciudad de Salta a los 63 años.
El 20 de septiembre de 2008, a 11 años de la fundación de FM Noticias, se publicó su óbra póstuma "Salta, El Narcopoder".
- Datos: Q6125584